# Logan, Skottland
Logan är en by i East Ayrshire i Skottland. Byn är belägen 86,1 km 
från Edinburgh. Orten har 1 240 invånare (2016).